# Fly Niu Airlines
Fly Niu Airlines — недействующая авиакомпания королевства Тонга. Базировалась в Международном аэропорту Фуаамоту.

## История
В июне 2004 на смену обанкротившейся авиакомпании Royal Tongan Airlines в стране появились две новые авиакомпании — Air Waves of Vava’u, в дальнейшем получившая название Peau Vavau и Fly Niu Airlines.
Авиакомпания использовала самолёт Dash 8 и выполнила первый полёт 16 июня 2004 года.
Однако в том же году правительство Тонги приняло решение предоставить монопольное право выполнять внутренние рейсы авиакомпании Peau Vavau, совладельцем которой являлся Георг Тупоу V. Министр гражданской авиации сослался на доклад Всемирного банка, где говорится о том, что лишь одна авиакомпания способна оставаться финансово устойчивой обслуживая внутренний рынок Тонги. Fly Niu Airlines была вынуждена свернуть свою деятельность.
В 2014 году была попытка возобновить деятельность авиакомпании, но безуспешно.
В сентябре 2018 года авиакомпания планировала возобновить полёты - генеральный директор Ату Финау представил свой план премьер-министру Тонги.
Планы возвращения авиакомпании сохранялись и на октябрь 2019 года.